# Industria automotriz en México
La industria Automotriz en México, es un mercado de gran importancia para el desarrollo del país, ya que genera el 3.6% del PIB mexicano, y es un importante factor de la economía mexicana. Las empresas ensambladoras han decidido invertir en México por sus condiciones geográficas privilegiadas, mano de obra asequible y calificada, bajos costos de operación y por el Tratado de Libre comercio de América del Norte. Tiene niveles competitivos y de calidad comparados a los de China, la India, Corea del Sur, Brasil y Japón.

## Datos generales
- Produce 3.9 millones de autos anualmente (2018).
- Las ventas internas del país son de 1 millón 421 mil unidades.
- Es el sexto país productor de vehículos del mundo.
- Genera 530.000 empleos directos e indirectos.
- Las plantas de Nissan y General Motors son los principales productores de vehículos ligeros de México.
- Por lo menos en México hay 43 Plantas Automotrices.
- Se exportan principalmente a EE.UU y Canadá

## Principales países productores de vehículos
Los 10 países productores de autos en 2018 son:
| Posición | País           | Producción |
| -------- | -------------- | ---------- |
| 1        | China          | 27,800,000 |
| 2        | Estados Unidos | 11,300,000 |
| 3        | Japón          | 9,700,000  |
| 4        | India          | 5,170,000  |
| 5        | Alemania       | 5,120,000  |
| 6        | México         | 4,100,525  |
| 7        | Corea del Sur  | 4,000,000  |
| 8        | Brasil         | 2,870,000  |
| 9        | España         | 2,800,000  |
| 10       | Francia        | 2,270,000  |

## Plantas automotrices en México
| Compañía Automotriz           | Municipio y Estado                   | Nombre de la Planta              | Fecha de Inauguración | Modelos Ensamblados | Comentarios |
| ----------------------------- | ------------------------------------ | -------------------------------- | --------------------- | --- | --- |
| Zacua                         | Puebla de Zaragoza, Puebla           | Zacua Puebla                     | 2018                  | - Zacua MX®2 - Zacua MX®3 | Primera ensambladora dedicada a solo autos eléctricos. |
| VUHL                          | Santiago de Querétaro, Querétaro     | Ensambladora VUHL                | 2014                  | - VUHL 05 | Actual marca mexicana de autos deportivos, actuales autos del ROC                                                                                                |
| Giant Motors                  | Ciudad Sahagún, Hidalgo              | Giant Motors Latinoamérica       | 2006                  | - JAC Motors - FAW Camiones - Moldex | |
| Hyundai Motor Company         | Pesquería, Nuevo León                | KIA Motors México                | 2015                  | - Kia Forte - Kia Rio - Hyundai Accent | Primera planta automotriz del estado de Nuevo León. Opera bajo el nombre de KIA Motors México.                                                                   |
| Nissan Motor Company          | Aguascalientes, Aguascalientes       | Aguascalientes A1                | 1981                  | - Nissan Versa 2020 - Nissan March - Nissan Kicks | La planta que más autos produce en México. |
| Nissan Motor Company          | Aguascalientes, Aguascalientes       | Aguascalientes A2                | 2013                  | - Nissan Sentra - Infiniti QX50 - Mercedes-Benz Clase C Sedán | Planta de Alianza Nissan-Renault, con Daimler. |
| Nissan Motor Company          | Cuernavaca, Morelos                  | Complejo Civac                   | 1966                  | - NP 300 Frontier (Actual) - Alaskan <Alianza Renault-Nissan> (Actual) - NV200 (Actual) - Versa 2020 (Actual) - V-Drive (Actual) - Nissan Tiida (Descontinuado) - Nissan Tsuru (Descontinuado) | La 1° Planta Nissan fuera de Japón |
| General Motors Company        | Silao, Guanajuato                    | GM Silao                         | 1952                  | - GMC Sierra - Chevrolet Avalanche - Chevrolet Silverado - Cadillac Escalade | |
| General Motors Company        | Villa de Reyes, San Luis Potosí      | GM Complejo SLP                  | 2008                  | - GMC Terrain - Chevrolet Trax - Chevrolet Equinox | |
| General Motors Company        | Ramos Arizpe, Coahuila               | GM Ramoz Arizpe                  | 1960                  | - Chevrolet Cruze - Chevrolet Sonic - Chevrolet Equinox - Chevrolet Blazer | |
| Volkswagen Aktiengesellschaft | Puebla de Zaragoza, Puebla           | Volkswagen de México             | 1964                  | - VW Beetle - VW Golf - VW Golf GTI - VW Jetta - VW Tiguan Allspace | Los modelos Beetle, Jetta y Tiguan salen de esta planta para todo el mundo. El Golf y todas sus variantes producidas en Puebla son exclusivas para Las Américas. |
| Ford Motor Company            | Hermosillo, Sonora                   | Hermosillo Stamping & Assembly   | 1986                  | - Ford Fusion - Lincoln MKZ - Ford Bronco | |
| Ford Motor Company            | General Escobedo, Nuevo Leon         | Blue Diamond Truck               |                       | - Ford F-650 - Ford F-750 - Ford LCF - Ejes - Suspensiones - Chasis - Neumáticos - Componentes                                                                                                 | |
| Ford Motor Company            | Cuautitlán Izcalli, Estado de México | Ford Complejo Izcalli            |                       | - Ford Fiesta | |
| Audi AG                       | San José Chiapa, Puebla              | Audi San José Chiapa             | 2016                  | - Audi Q5 - Audi Q5 Sportback | Planta de Audi más moderna en el mundo y la automotriz más moderna de América.                                                                                   |
| Honda Motor Co. Ltd           | Celaya, Guanajuato                   | Honda Celaya                     | 2014                  | - Honda HR-V - Honda Fit | |
| Honda Motor Co. Ltd           | El Salto, Jalisco                    | El Salto Assembly                | 1995                  | - Honda HR-V | También se fabrican motocicletas. |
| Fiat Chrysler Automobiles     | Toluca, Estado de México             | Chrysler Toluca                  | 1968                  | - Fiat 500 - Dodge Journey - Jeep Compass | |
| Mazda Motor Corporation       | Salamanca, Guanajuato                | Mazda de México                  | 2013                  | - Mazda 2 - Mazda 3 - Mazda CX-30 | |
| Bayerische Motoren Werke AG   | Villa de Reyes, San Luis Potosí      | BMW Group Planta San Luis Potosí | 2019                  | - BMW Serie 3 - BMW Serie 2 G42 | |
| Toyota Motor Corporation      | Tijuana, Baja California             | Toyota Baja California           | 2004                  | - Toyota Tacoma | |

## Automotrices presentes en México
Las siguientes automotrices están actualmente en el mercado mexicano, ya sea la empresa matriz o a través de sus divisiones y subsidiarias:
 General Motors
- Chevrolet
- GMC
- Buick
- Cadillac
- BYD

 Stellantis
- Abarth
- Alfa Romeo
- Peugeot
- Chrysler
- Dodge
- Fiat
- Jeep
- RAM
- Mopar

 Nissan
- Infiniti
- Renault
- Mitsubishi

 Volkswagen
- Audi
- CUPRA
- SEAT
- Porsche
- Bentley

 Ford
- Lincoln

 BMW
- MINI

 Honda
- Acura

 Hyundai
- KIA

 Jaguar Land Rover
- Jaguar
- Land Rover

Otras automotrices presentes son:
- Aston Martin
- Ferrari
- Lamborghini
- Lotus
- Mazda
- Maserati
- Maybach
- McLaren
- Mercedes-Benz
- Rolls-Royce
- Subaru
- Suzuki
- Volvo
- BAIC Motor
- JAC Motors
- Toyota
- Tesla
- Zacua
- Mastretta
- VUHL
- RON Automóviles

## Automotrices anteriormente presentes en México
Las siguientes automotrices estuvieron anteriormente en el mercado mexicano, ya sea la empresa matriz o a través de sus divisiones y subsidiarias:
General Motors
- Hummer
- Oldsmobile
- Pontiac
- Saturn

FCA
- Plymouth

Ford
- Mercury

Nissan
- Datsun

Otras automotrices anteriormente presentes son:
- Citroën
- DeSoto
- Isuzu
- Lada
- MG
- AMC/Rambler
- SMART
- Saab

## Automotrices próximamente presentes en México
Las siguientes automotrices estarán próximamente presentes en el mercado mexicano, ya la empresa matriz o a través de sus divisiones y subsidiarias:
Toyota
- Lexus

- BYD

## Plantas Armadoras[2]
México es uno de los países que ha hecho historia en la industria automotriz:
- Se fabricó el último Nissan Tsuru en el Año 2017, en la Planta de Nissan Civac, Morelos
- Se fabricó el último VW Sedan (Conocido como Vocho), en la Planta de VW en Puebla

México, a pesar de no contar con armadoras propias, ha roto varios récords en el mundo automotriz:
- Supera a EE.UU en exportación de autos
- Es el 2° país proveedor de autos hacia los Estados Unidos
- Ha recibido fuertes inversiones que superan los 3 MMDD

México tiene diferentes reconocimientos de su
- Tiene la planta de Audi más tecnológica de la marca en el mundo.
- Tiene la planta Nissan más antigua fuera de Japón.
- Tiene la planta Kia más grande de la marca fuera de Corea

México tiene sedes de diseño de compañías como:
- General Motors
- Audi
- Nissan

General Motors
- Coahuila
- Estado de México
- San Luis Potosí
- Guanajuato

Honda
- Jalisco
- Guanajuato

Volkswagen
- Puebla
- Guanajuato

Mazda
- Guanajuato

Audi
- Puebla

KIA
- Nuevo León

BMW
- San Luís Potosí

Daimler
- Aguascalientes

## Vehículos Pesados[4]
Kenworth
- Baja California

Mercedes Benz - Freightliner
- Coahuila
- Nuevo León
- Estado de México

International
- Nuevo León

Cummins
- San Luis Potosí

Hino
- Guanajuato

Hyundai
- Querétaro

Volvo
- Querétaro

Dina
- Hidalgo

Scania
- Estado de México

Isuzu
- Estado de México

Empresas que han confirmado su establecimiento en México, pero no deciden el lugar exacto son Mercedez Benz, Toyota, BMW, Infiniti y Mitsubishi

## Estados Mexicanos
Los estados con más influencia en este sector son porque su PIB estatal depende de más del 30%:
- Aguascalientes
- Coahuila
- Puebla

Los estados que cuentan con ensambladoras y proveedoras u oficinas de estas empresas son:
- Baja California
- Sonora
- Chihuahua
- Coahuila
- Nuevo León
- Tamaulipas
- Zacatecas
- Aguascalientes
- San Luis Potosí
- Querétaro
- Guanajuato
- Jalisco
- Puebla
- Estado de México
- Morelos
- Tlaxcala
- Distrito Federal

En los últimos años la región del bajío mexicano ha tenido una evolución de su economía orientada más a este sector, dándose más inversiones de este tipo en los estados de Guanajuato, Aguascalientes, Querétaro y San Luis Potosí. Estados privilegiados por su zona geográfica, la cercanía de sus ciudades, mano de obra altamente calificada, aeropuertos internacionales, y parques industriales con todas las características para poder albergar ensambladoras de todo tipo, es por ello, que más empresas han decidido establecerse en esta región.
Como dato adicional, la ciudad de San Luis Potosí, cuenta con dos armadoras de gran capacidad.
En Aguascalientes la marca Nissan, cuenta con dos plantas armadoras, además de una tercera armadora tipo Joint Venture entre Nissan y Daimler se encuentra produciendo vehículos de lujo Infiniti y Mercedes Benz. Para el 2019, con el funcionamiento de las tres plantas se producirán más de 1.3 millones de unidades anuales, convirtiendo a Aguascalientes en el primer productor de autos en México.

## Los 10 estados productores de autos
Estos estados se enlistan por el porcentaje de autos que generan a nivel nacional al año 2012:
| Posición | Estado                                                  | Porcentaje de producción nacional |
| -------- | ------------------------------------------------------- | --------------------------------- |
| 1        | Morelos                                                 | 23,69%                            |
| 2        | Guanajuato                                              | 20.96%                            |
| 3        | Guanajuato, Coahuila, Estado de México, San Luis Potosí | 19.80%                            |
| 4        | Chihuahua                                               | 15.66%                            |
| 5        | Coahuila,                                               | 12.95%                            |
| 6        | Querétaro                                               | 2.83%                             |
| 7        | Jalisco                                                 | 2.2%                              |
| 8        | Baja California                                         | 1.93%                             |

## Empresas de autopartes enMéxico
Se han establecido más de 600 empresas de autopartes, para proveer a las ensambladoras establecidas en México y exportar a otras ensambladoras alrededor del mundo. Su establecimiento de México se debe también por su ubicación geográfica y mano de obra barata. Las empresas de autopartes se establecen en parques industriales cercanos a la planta ensambladora, para tener bajos costos de transporte.
- El valor de la producción de autopartes en México son de 67.1 miles de millones de dólares en el 2011.
- Las exportaciones de autopartes son de 36 mil millones de dólares en el 2011.
- Según Finsa 18, septiembre  2024 (las inversiones en México, en el primer semestre de 2024, el país acumuló inversiones automotrices por 7,802.31 millones de dólares. De estos, el 64.6% corresponde a proyectos de empresas de autopartes Tier 1 y 2, mientras que el 8.1% se relaciona con OEMs. Empresas proveedoras de servicios y productos automotrices aportaron el 9.1%, y un 6.4% se destinó tanto a parques industriales como a empresas de materias primas. Un 3.6% de las inversiones se dirigió a centros de desarrollo e ingeniería para el sector, es decir, todo vehículo producido en Norteamérica lleva una parte hecha en México.)https://www.clusterindustrial.com.mx/noticia/7136/las-5-mayores-inversiones-automotrices-en-mexico-durante-el-2023%C3%A7[3]